# Đại số sigma
Gọi T là tập hợp gồm tất cả các tập con của X (hay T là tập lũy thừa của X).
Trong toán học, sigma-đại số (σ-đại số) Σ trên tập hợp X là một tập con của T thỏa mãn:
- Σ không rỗng
- Σ đóng kín với phép bù (tức là nếu E thuộc Σ thì X\E cũng phải thuộc Σ)
- Σ đóng kín với phép hợp đếm được (tức là nếu Ei thuộc Σ thì hợp của tất cả các Ei cũng phải thuộc Σ)

Từ 3 điều kiện này suy ra Σ luôn chứa phần tử rỗng ∅ và phần tử X.
Ví dụ: xét tập X = {a, b, c, d}, sigma-đại số đơn giản nhất của X là tập chỉ chứa phần tử rỗng và phần tử X; một sigma-đại số trên X khác có thể là Σ = { ∅, {a, b}, {c, d}, {a, b, c, d} },